# Tadeusz Esman
Esman (Essmann) Tadeusz Antoni (ur. 1903 w Poznaniu, zm. 1987 w Bydgoszczy) – historyk, archiwista, naukowiec, działacz społeczny, jeden z założycieli Bydgoskiego Towarzystwa Naukowego.

## Życiorys
Urodził się 12 czerwca 1903 r. w Poznaniu. Był synem Józefa, rzemieślnika i Tekli ze Śmidowiczów. Wywodził się z wielkopolskiej, patriotycznej rodziny. Jego dziadek Józef Esman w 1848 r. był towarzyszem walk niepodległościowych Ludwika Mierosławskiego, sądzonym przez władze pruskie i więzionym w berlińskim Moabicie. Siostra Ewa brała udział w strajkach szkolnych 1905-1907 r.
Uczył się w Poznaniu: w szkole powszechnej, Szkole Wydziałowej i w Gimnazjum im. Bergera, gdzie w 1923 r. zdał egzamin dojrzałości. Następnie studiował historię na Wydziale Filozoficznym i Humanistycznym Uniwersytetu Poznańskiego. Z powodu trudnych warunków życiowych przerywał studia dwukrotnie, a egzamin magisterski zdał w 1936 r. pracując zawodowo. 
W 1927 r. rozpoczął pracę w Archiwum Państwowym w Poznaniu, wydelegowany do oddziału tegoż Archiwum w Bydgoszczy. Prowadził tam prace porządkowe nad zespołem akt rejencji bydgoskiej.
Po wygaśnięciu umowy, w lipcu 1927 r. powrócił do Poznania i pracował w archiwum Biura Historycznego przy DOK VII, porządkując akta powstania wielkopolskiego. W grudniu 1927 r. przyjął na siebie obowiązki p.o. kierownika Oddziału Archiwum Państwowego w Bydgoszczy i stanowisko to dzierżył aż do wybuchu II wojny światowej.
W nocy z 3 na 4 września 1939 r. zgodnie z zarządzeniami ewakuacyjnymi opuścił Bydgoszcz i dotarł do Warszawy. W czasie oblężenia stolicy pełnił dyżur w Archiwum Głównym Akt Dawnych, przydzielony do grupy pracowników biorących udział w akcjach przeciwpożarowych. Po upadku Warszawy ukrywał się kilka miesięcy w Poznaniu i Łodzi, a w styczniu 1940 r. powrócił do Bydgoszczy. Miejscowy urząd pracy skierował go do hitlerowskiego Urzędu Ziemskiego, gdzie powierzono mu funkcje archiwisty i tłumacza. Jesienią 1942 r. został wydelegowany na okres kilku miesięcy do bydgoskiego Oddziału Archiwum Rzeszy w Gdańsku. W lipcu 1944 r. został skierowany do robót przymusowych i przebywał w obozie pod Aleksandrowem Kujawskim. W połowie stycznia 1945 r. uciekł z obozu i wrócił do Bydgoszczy.
Po wyzwoleniu miasta w końcu stycznia 1945 r. został członkiem Tymczasowego Komitetu Miejskiego i stanął na czele Komitetu Ochrony Mienia Państwowego i Kulturalnego, przekształconego później w Wojewódzki Komitet do Spraw Bibliotecznych i Archiwalnych. Równocześnie został kierownikiem bydgoskiego Oddziału Archiwum Państwowego w Poznaniu, przekształconego w Wojewódzkie Archiwum Państwowe w Bydgoszczy. W maju 1952 r. zrezygnował ze stanowiska z uwagi na stan zdrowia. Następnie pracował w Archiwum jako kustosz, a od 1964 r. adiunkt naukowo-badawczy. W okresie 1964–1965 pracował dodatkowo w Bydgoskim Towarzystwie Naukowym na stanowisko kierownika pracowni naukowej. W 1970 r. przeszedł na emeryturę.
Zmarł 16 września 1987 r. Został pochowany na cmentarzu katolickim św. Wincentego à Paulo w Bydgoszczy.

### Rodzina
Tadeusz Esman od 1932 r. był żonaty z Marią Ludomirą z Nowakowskich. Miał z nią czworo dzieci: Ewę Jadwigę Krystynę (1933), Danutę Marię (1935), Janusza Józefa (1940) i Hannę Marię (1944).

## Działalność zawodowa
W aktywności zawodowej Tadeusza Esmana najwięcej miejsca zajmują prace archiwalne. W latach 1927–1939 skupiał swoje wysiłki na opracowaniu zespołów akt rejencji bydgoskiej i Deutschtumsbundu. W okresie okupacji zewidencjonował część zespołów akt Komisji Kolonizacyjnej w Poznaniu, Okręgowych Urzędów Ziemskich w Grudziądzu i Poznaniu oraz referatów rolnictwa i reform rolnych kilku starostw. Wydelegowany do bydgoskiego Oddziału Archiwum Rzeszy w Gdańsku opracował inwentarz akt Komisji Generalnej w Bydgoszczy, dotyczący miejscowości powiatu tucholskiego i wyrzyskiego.
Po wyzwoleniu główną uwagę skierował na zabezpieczenie akt i księgozbiorów na terenie województwa bydgoskiego oraz odszukanie rozproszonych w czasie wojny archiwaliów archiwum szczecińskiego. Jego zasługą było skompletowanie biblioteki archiwalnej, rozbudowa archiwum bydgoskiego oraz zorganizowanie sieci filii w województwie bydgoskim.

## Działalność naukowa
Działalność naukową zapoczątkował już w okresie studiów, działając w Kole Historyków Studentów Uniwersytetu Poznańskiego. Jako członek Zarządu tego koła reprezentował środowisko poznańskie na Zjeździe Kół Historyków w Wilnie. Uczestniczył w organizowaniu Zjazdu Historyków Polskich w Poznaniu w 1925 r. W latach 1937–1939 zbierał materiały źródłowe do historii ruchu plebejskiego w 1846 r. Prace te przerwał wybuch wojny, a dokumentacja przepadła w okresie okupacji. Owocem ówczesnych badań Esmana był artykuł pt. „Bydgoszcz na tle wypadków 1846”, opublikowany w 1947 r. w „Arkonie”.
Po zakończeniu II wojny światowej główną uwagę skupił na archiwoznawstwie i publikacji źródeł. W 1947 r. na Pierwszym Ogólnopolskim Zjeździe Historyków Pomorza i Prus w Toruniu wygłosił referat pt. "Archiwum Państwowe w Bydgoszczy", wydrukowany następnie w „Zapiskach TNT w Toruniu”.
Jego opracowania naukowe wiążą się przede wszystkim z Bydgoszczą. Do cenniejszych jego prac należą: „Kilka uwag o badaniu historii Bydgoszczy i dzieje archiwum miejskiego”, zamieszczone w książce zbiorowej pt. Bydgoszcz. Historia. Kultura. Życie Gospodarcze
(1959), „Statuty i przywileje cechów bydgoskich z lat 1434-1770” (1963), „Pierwsze miesiące okupacji hitlerowskiej w Bydgoszczy” (1967). Był również autorem artykułów popularnonaukowych, dotyczących historii Bydgoszczy i regionu bydgoskiego, ogłaszanych w pismach lokalnych.
W latach 1957–1958 stał na czele Komitetu Organizacyjnego Bydgoskiego Towarzystwa Naukowego. Po jego powołaniu w 1959 r., przez szereg lat sprawował w nim funkcję wiceprezesa, wiele czasu poświęcając sprawom organizacyjnym. Bardzo czynny był w pracach Wydziału Humanistycznego i Komisji Historii BTN. W Towarzystwie działał do ostatnich dni swego życia. Poza tym znajdował czas na działalność odczytową w Kole Bibliotekarzy i Archiwistów, Oddziałach Polskiego Towarzystwa Historycznego w Bydgoszczy i Toruniu, Polskim Związku Zachodnim (później Towarzystwie Rozwoju Ziem Zachodnich), Wojewódzkim Domu Kultury i w Izbie Rzemieślniczej w Bydgoszczy. Popularyzował tematy archiwalne i regionalno-historyczne.

## Działalność społeczna
Tadeusz Esman był aktywnym działaczem społecznym. Już jako 13-letni chłopiec wstąpił w Poznaniu w szeregi nielegalnego skautingu. W gimnazjum należał do tajnej organizacji „Promieniści”, a w 1917 r. uczestniczył w nielegalnej demonstracji w 100-rocznicę śmierci Tadeusza Kościuszki. Po wybuchu powstania wielkopolskiego w grudniu 1918 r. pełnił służbę gońca w Głównej Kwaterze w poznańskim Bazarze, później w Komendzie Miasta Poznania. W okresie międzywojennym będąc urzędnikiem nie należał do żadnego stronnictwa politycznego. Szerszą działalność społeczno-polityczną rozwijał od 1945 r. Był inicjatorem i współorganizatorem Okręgowej Komisji Badania Zbrodni Hitlerowskich, w której następnie przez szereg lat czynnie działał. Od 1946 r. był członkiem Głównej Komisji BZH. 
W 1945 r. współdziałał przy tworzeniu bydgoskiej organizacji Stronnictwa Demokratycznego. Dwukrotnie pełnił funkcję przewodniczącego i trzykrotnie wiceprzewodniczącego WK SD w Bydgoszczy. Wybierany był również do władz centralnych SD. Wchodził w skład Wojewódzkiego Komitetu Frontu Jedności Narodu. Przez szereg lat zasiadał w zarządzie Towarzystwa Miłośników Miasta Bydgoszczy, a w 1971 r. otrzymał tytuł honorowego członka Towarzystwa.
Czynnie działał również w radach narodowych. W latach 1945–1950 był radnym MRN, a w okresie 1948-1950 zasiadając w jej Prezydium zajmował się sprawami oświaty i kultury. Został radnym pierwszej WRN w Bydgoszczy, pracując w różnych jej komisjach. Jako przewodniczący Komisji Kultury zainicjował po raz pierwszy w historii WRN sesję poświęconą rozwojowi szkolnictwa wyższego i nauki w województwie bydgoskim.

## Odznaczenia
- Krzyż Kawalerski, Oficerski i Komandorski Orderu Odrodzenia Polski,
- Złoty Krzyż Zasługi (1946, po raz drugi w 1955[1]),
- Medal 10-lecia Polski Ludowej (1955),
- Odznaka „Zasłużony dla Archiwistyki” (1978),
- Odznaka „Bydgoszcz Zasłużonemu Obywatelowi”,
- Odznaka „Za Szczególne Zasługi dla Rozwoju Województwa Bydgoskiego”.